# Marineo
Marineo (sicilià Marineu) és un municipi italià, dins de la ciutat metropolitana de Palerm. L'any 2007 tenia 6.948 habitants. Limita amb els municipis de Bolognetta, Cefalà Diana, Godrano, Mezzojuso, Misilmeri, Monreale, Santa Cristina Gela i Villafrati.

## Administració
| Període | Identitat         | Partit        |
| ------- | ----------------- | ------------- |
| 2007-   | Francesco Ribaudo | Llista cívica |